# Blepharita vallettai
Blepharita vallettai är en fjärilsart som beskrevs av De Laever 1980. Blepharita vallettai ingår i släktet Blepharita och familjen nattflyn. Inga underarter finns listade i Catalogue of Life.